# Крестовоздвиженка
Крестовоздвиженка (рос. Крестовоздвиженка) — село у Константиновському районі Амурської області Російської Федерації. Розташоване на території українського історичного та етнічного краю Зелений Клин.
Входить до складу муніципального утворення Крестовоздвиженська сільрада. Населення становить 987 осіб (2018).

## Історія
З 25 січня 1944 року підпорядковане Константиновському районі. З 20 жовтня 1932 року входить до складу новоутвореної Амурської області.
З 1 січня 2006 року входить до складу муніципального утворення Крестовоздвиженська сільрада.

## Населення
| 2002 | 2010  | 2012 | 2013 | 2014 | 2015 | 2016 |
| ---- | ----- | ---- | ---- | ---- | ---- | ---- |
| 1086 | ↘1008 | ↘992 | ↘970 | →970 | ↘968 | →968 |
| 2017 | 2018  |      |      |      |      |      |
| ↗979 | ↗987  |      |      |      |      |      |